# Ратајска
Ратајска је насеље у Србији у општини Пријепоље у Златиборском округу. Према попису из 2022. било је 1749 становника.
Овде се налази Железничка станица Пријепоље теретна.

## Демографија
У насељу Ратајска живи 1470 пунолетних становника, а просечна старост становништва износи 32,5 година (32,1 код мушкараца и 32,9 код жена). У насељу има 540 домаћинстава, а просечан број чланова по домаћинству је 3,87.
Становништво у овом насељу веома је нехомогено.
|  |

| Демографија | Демографија | Демографија |
| Година      | Становника  | Становника  |
| ----------- | ----------- | ----------- |
| 1948.       | 211         |             |
| 1953.       | 355         |             |
| 1961.       | 468         |             |
| 1971.       | 680         |             |
| 1981.       | 1.033       |             |
| 1991.       | 2.112       | 2.090       |
| 2002.       | 2.088       | 2.273       |

| Етнички састав према попису из 2002.‍ | Етнички састав према попису из 2002.‍ | Етнички састав према попису из 2002.‍ | Етнички састав према попису из 2002.‍ | Етнички састав према попису из 2002.‍ |
| ------------------------------------ | ------------------------------------ | ------------------------------------ | ------------------------------------ | ------------------------------------ |
|                                      |                                      |                                      |                                      |                                      |
| Срби                                 | Срби                                 |                                      | 1.095                                | 52,44%                               |
| Бошњаци                              | Бошњаци                              |                                      | 701                                  | 33,57%                               |
| Муслимани                            | Муслимани                            |                                      | 255                                  | 12,21%                               |
| Црногорци                            | Црногорци                            |                                      | 22                                   | 1,05%                                |
| Албанци                              | Албанци                              |                                      | 1                                    | 0,04%                                |
| Југословени                          | Југословени                          |                                      | 1                                    | 0,04%                                |
| непознато                            | непознато                            |                                      | 1                                    | 0,04%                                |

| Година пописа     | 1948. | 1953. | 1961. | 1971. | 1981. | 1991. | 2002. |
| ----------------- | ----- | ----- | ----- | ----- | ----- | ----- | ----- |
| Број домаћинстава | 39    | 53    | 88    | 135   | 250   | 513   | 540   |

| Број чланова      | 1  | 2  | 3  | 4   | 5   | 6  | 7  | 8 | 9 | 10 и више | Просек |
| ----------------- | -- | -- | -- | --- | --- | -- | -- | - | - | --------- | ------ |
| Број домаћинстава | 37 | 82 | 70 | 184 | 100 | 41 | 18 | 4 | 3 | 1         | 3,87   |

| Пол    | Укупно | Неожењен/Неудата | Ожењен/Удата | Удовац/Удовица | Разведен/Разведена | Непознато |
| ------ | ------ | ---------------- | ------------ | -------------- | ------------------ | --------- |
| Мушки  | 823    | 307              | 490          | 12             | 8                  | 6         |
| Женски | 795    | 210              | 498          | 73             | 10                 | 4         |
| УКУПНО | 1.618  | 517              | 988          | 85             | 18                 | 10        |

| Пол    | Укупно                    | Пољопривреда, лов и шумарство | Рибарство                            | Вађење руде и камена | Прерађивачка индустрија       |
| ------ | ------------------------- | ----------------------------- | ------------------------------------ | -------------------- | ----------------------------- |
| Мушки  | 361                       | 30                            | 2                                    | 1                    | 137                           |
| Женски | 252                       | 13                            | 0                                    | 0                    | 173                           |
| УКУПНО | 613                       | 43                            | 2                                    | 1                    | 310                           |
| Пол    | Производња и снабдевање   | Грађевинарство                | Трговина                             | Хотели и ресторани   | Саобраћај, складиштење и везе |
| Мушки  | 7                         | 25                            | 40                                   | 6                    | 58                            |
| Женски | 0                         | 0                             | 20                                   | 10                   | 2                             |
| УКУПНО | 7                         | 25                            | 60                                   | 16                   | 60                            |
| Пол    | Финансијско посредовање   | Некретнине                    | Државна управа и одбрана             | Образовање           | Здравствени и социјални рад   |
| Мушки  | 1                         | 5                             | 28                                   | 12                   | 1                             |
| Женски | 0                         | 1                             | 2                                    | 13                   | 17                            |
| УКУПНО | 1                         | 6                             | 30                                   | 25                   | 18                            |
| Пол    | Остале услужне активности | Приватна домаћинства          | Екстериторијалне организације и тела | Непознато            | Непознато                     |
| Мушки  | 1                         | 0                             | 0                                    | 7                    | 7                             |
| Женски | 0                         | 0                             | 0                                    | 1                    | 1                             |
| УКУПНО | 1                         | 0                             | 0                                    | 8                    | 8                             |